# Okinawaanse kobudo

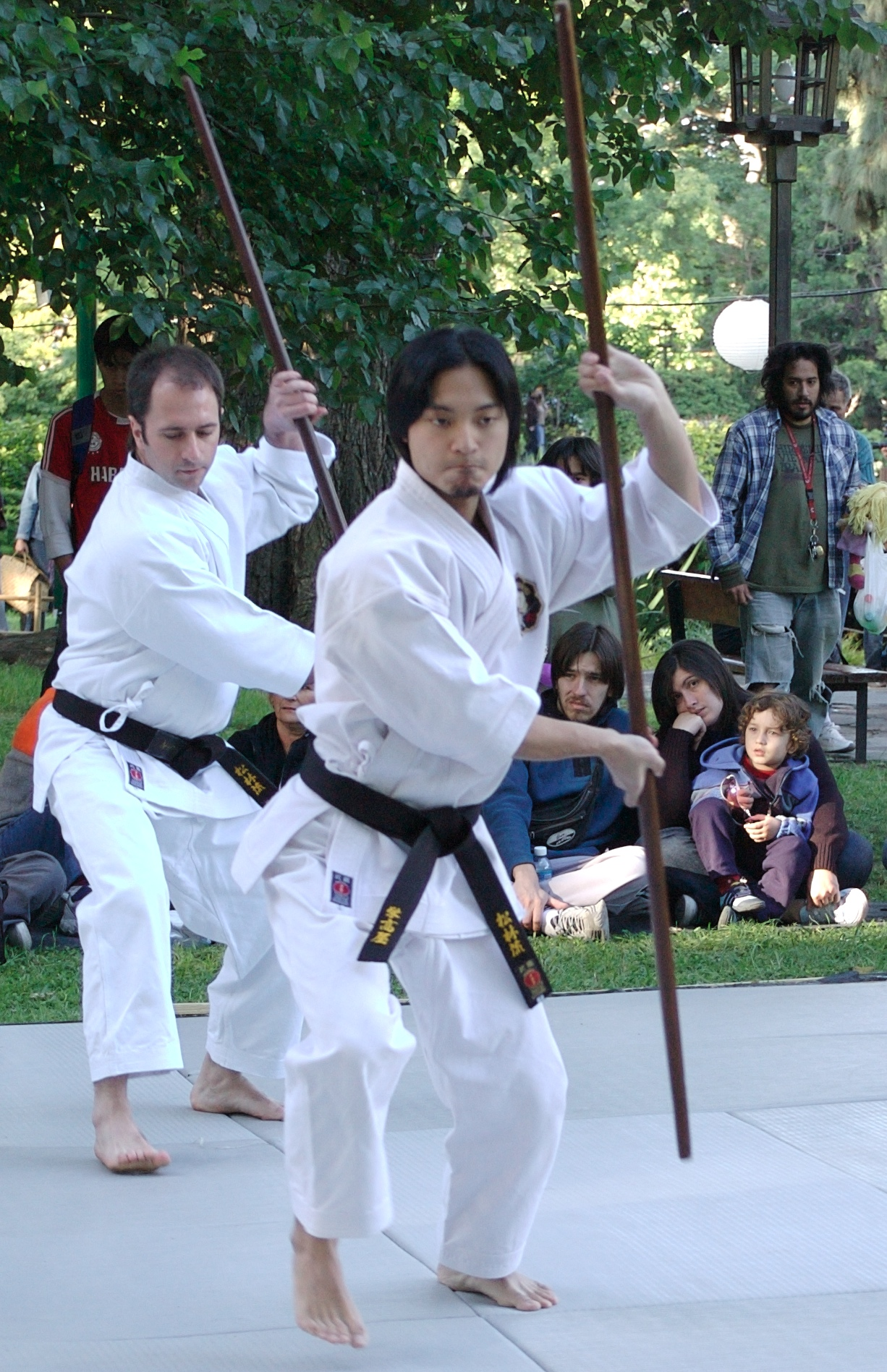
Demonstratie van de bo in het Okinawaanse kobudo

Okinawaanse kobudo (Japans: 古武道, Kobudō) is een Japanse verzamelnaam voor de modernere (na ca. 1900) vormen van de klassieke vechtkunst met wapens van het eiland Okinawa. Deze vechtkunst is ook bekend onder de namen Ryukyu kobudo en Ryukyu kobujutsu.

## Geschiedenis
Okinawa heeft twee periodes gekend waarin het bezit van wapens verboden was. In 1429 werd een wapenverbod afgekondigd door de Okinawaanse koning Shō Hashi. Later in 1609 werd een tweede wapenverbod afgekondigd door de Japanse Satuma-samoerai, die Okinawa toen bezet hadden. Het wapenverbod was bedoeld om een eventuele opstand van de Okinawaanse bevolking te voorkomen. Vanwege dit wapenverbod gingen Okinawanen op zoek naar andere manieren om zichzelf te verdedigen. Dit gaf aanleiding tot de ontwikkeling van de ongewapende vechtkunst karate. Daarnaast begonnen de Okinawanen ook alledaagse gereedschap als geïmproviseerde wapens te gebruiken om zichzelf verdedigen. Op deze manier waren deze gereedschappen in wezen verborgen wapens. Dit is hoe het kobudo in Okinawa is ontstaan.
Veel kobudowapens zijn gebaseerd op werktuigen uit de landbouw en visserij. Een populair verhaal was daarom, dat kobudo in Okinawa door boeren ontwikkeld was. Historici hebben echter geen historische steun voor dit verhaal kunnen vinden. Okinawaanse boeren hadden simpelweg niet de tijd of energie om zich te verdiepen in het gebruik van gereedschap voor de vechtsport. Bovendien zou een boer met dit soort gereedschap niet veel kunnen uitrichten tegen een getrainde professionele strijder met echte wapens. Het bewijsmateriaal dat door verschillende historici is ontdekt, wijst in de richting van de Yukatchu-kaste, de Okinawaanse aristocratie. Zij hebben het kobudo in Okinawa gevormd door een combinatie van hun eigen doordachte technieken en deels overgenomen technieken uit China, Taiwan en Indonesië.

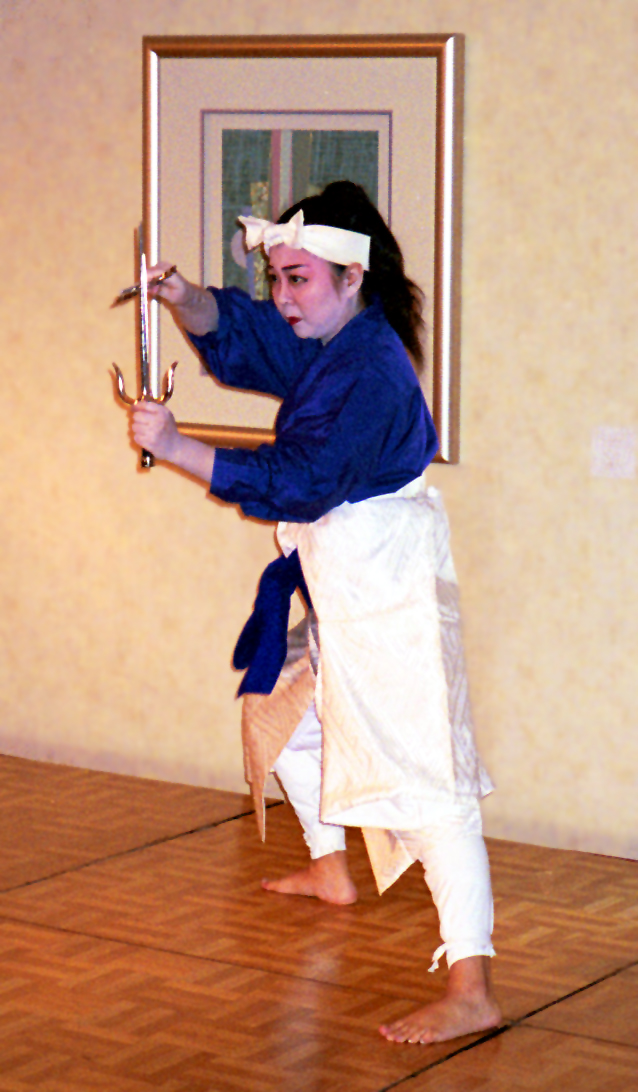
Traditionele dans uit Okinawa (Kumi Odori) bevat technieken uit kobudo en karate

Na de Tweede Wereldoorlog werd Okinawaanse kobudo weinig meer beoefend. Hierdoor dreigde het Okinawaanse kobudo verloren te gaan. Verschillende Okinawaanse meesters besloten toen om in actie te komen. Dankzij hun inzet is het Okinawaanse kobudo toen behouden gebleven. Bekende meesters in dit verband zijn Taira Shinken, Shinpo Matayoshi, Motokatsu Inoue, Chogi Kishaba, Toshihiro Oshiro en Kenwa Mabuni. Na verloop van tijd zou het Okinawaanse kobudo zich net als karate buiten Okinawa naar de rest van de wereld verspreiden.

## Beschrijving
Het Okinawaanse kobudo moet niet worden verward met het Japanse kobudo (Nihon kobudo). Dit is een compleet ander en niet-gerelateerd systeem. Kobudo is een Japanse naam en betekent "oude krijgskunstmethode". Er bestaan verschillende stijlen binnen het Okinawaanse kobudo zoals Ryukyu Kobudo (Taira Kobudo), Matayoshi Kobudo, Ufuchiku Ryu, Tesshinkan en Yamani Ryu. Het Okinawaanse kobudo en karate zijn nauw verwant. Veel bewegingen, houdingen en standen uit beide vechtkunsten zijn hetzelfde. Veel karatestijlen beoefenen een beperkte vorm van kobudo als onderdeel van hun curriculum. Er bestaan kobudo-gewapende versies van karate kata.

## Training
Bij het Okinawaanse kobudo traint men gewoon in een karatepak. Sommigen dragen een karatepak met een zwart jasje om zo aan te duiden dat men Okinawaanse kobudo beoefend en niet karate. Net als in karate is de training in het Okinawaanse kobudo opgebouwd uit een vast aantal trainingsonderdelen. Voor elk type kobudowapen worden de volgende trainingsonderdelen beoefend:
- kihon (beoefening van de basistechnieken)
- kata (een set van techniekcombinaties die een gevecht tegen denkbeeldige tegenstanders uitbeelden)
- kumite (oefengevecht)

## Wapens
Voorbeelden van kobudowapens:
- bo - 183 cm lange stok
- sai - kleine drietand, waarvan de middelste "tand" beduidend langer is dan de twee andere tanden
- tonfa - 45 cm lange stok met daaraan een loodrechte handvat, dat vaak in paren wordt gebruikt (lijkt een beetje op een politiestok)
- kama - zeisvormig wapen, dat vaak in paren wordt gebruikt
- nunchaku - twee korte stokken, die door middel van een ketting of touw aan elkaar verbonden zijn
- hanbo - rechte stok, ongeveer even lang als een Japanse katana, maar dan van hout
- tambo - kleine 45 cm lange stok, lijkt een beetje op een verkorte bo
- eku - houten Okinawaanse peddel

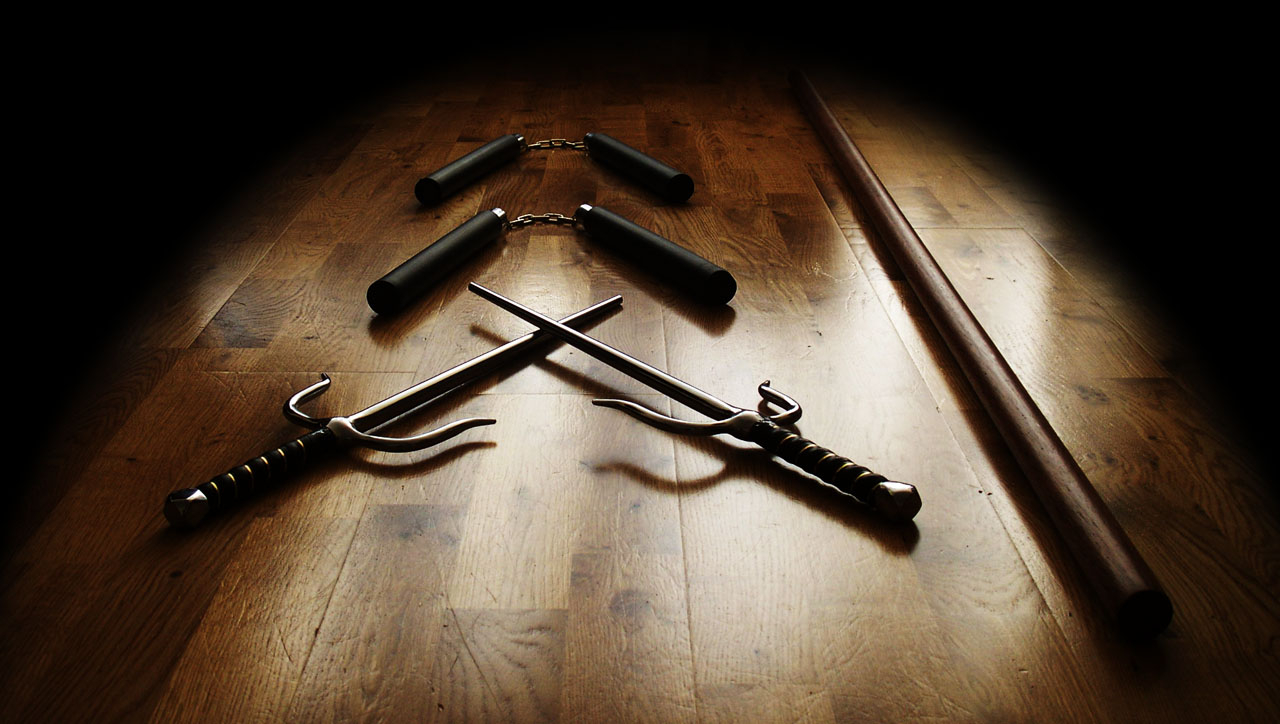
Voorbeeld van twee sai's, twee nunchaku's en een bo

Voorbeelden van minder gangbare kobudowapens:
- kuwa – Okinawaanse hak
- manji sai – sai met twee steekuiteinden, waarbij de twee buitenste tanden in tegengestelde richting wijzen
- nunti – lange stok met een manji sai bevestigd aan het uiteinde
- tekko – Okinawaanse boksbeugel
- tinbe en rochin – korte speer en een schild, waarbij de schild vaak gemaakt is van brons of van een schildpaddenschild
- sansetsukon – driedelige nunchaku
- surujin – lange touw of ketting verzwaard met een kleine stenen of metalen gewicht